# NGC 2363
NGC 2363 là khu vực hình thành sao trong thiên hà Magellanic NGC 2366 nằm trong chòm sao Lộc Báo. Nó chứa NGC 2363-V1, một ngôi sao Biến đổi màu xanh lam phát sáng gấp 6.300.000 lần so với Mặt trời và là một trong những ngôi sao phát sáng nhất được biết đến. Có thể thấy trong hình ảnh Kính viễn vọng Không gian Hubble này là ngôi sao bị cô lập sáng trong khoảng trống tối bên trái tinh vân.
Theo ghi chú của H. G. Corwin Jr. (2004), vật thể được xếp vào danh mục NGC 2363 đề cập đến thiên hà UGC 3847, trong khi vật thể ban đầu được Herschel quan sát là Mrk 71 thuộc vùng H II.